# Centurione II Zaccaria
Centurione Zaccaria (... – 1432) era un rampollo di una potente famiglia di mercanti genovesi stabilitasi in Morea, fu insediato come principe d'Acaia da Ladislao I di Napoli nel 1404 e fu l'ultimo sovrano dell'Impero latino non sottoposto alla sovranità bizantina.
Centurione era figlio di Andronico Asen' Zaccaria e nipote di Centurione I Zaccaria. Succedette al padre nella baronia di Arcadia (moderna Kyparissia) nel 1402. Pur essendo giovane, era ambizioso e nel 1404 rovesciò la zia, Maria II Zaccaria, in Achea; una mossa che fu approvata dal suo sovrano, il re di Napoli. Immediatamente, rafforzò il suo potere su base locale sposando Creusa, figlia di Leonardo II Tocco, signore di Zante e nipote di Carlo I Tocco, i cui domini coprivano Cefalonia e Leucade e si estendevano all'Epiro e al Peloponneso occidentale. Centurione nominò allora suo fratello Stefano arcivescovo latino di Patrasso.
Tuttavia, Centurione entrò rapidamente in guerra con i suoi lontani parenti. Il cugino della moglie, Carlo I Tocco, duca di Leuca, si fece assolvere da Ladislao dai suoi obblighi feudali nei confronti dell'Acaia (1406) e poi, alleato con Teodoro I Paleologo, despota di Morea, mosse guerra al principato, conquistando Chiarenza (1408), a lungo il principale porto marittimo del principato. Suo fratello Stefano, tuttavia, abbandonò la diocesi di Patrasso ai Veneziani in prestito per cinque anni. Lo stesso Centurione fu costretto ad allearsi con i Veneziani e con i Giustiniani, signori di Chio, e ad assoldare mercenari albanesi per riprendere il porto il 12 luglio 1414. In cambio della protezione militare, concesse i porti di Chiarenza e Navarino alla famiglia Giustiniani di Genova.
In seguito, per tre anni, Centurione non riuscì ad ottenere alcun aiuto da Genova, pressato dal Duca di Milano per terra e dalla Corona d'Aragona per mare. Nel 1417, l'esercito imperiale di Costantinopoli, guidato dal despota Teodoro II Paleologo e dall'imperatore Giovanni VIII, invase l'Acaia. Presero Messenia e l'Elide e rintanarono Centurione a Chiarenza, da cui fuggì via mare nella primavera del 1418. Poco dopo cadde anche Patrasso. Solo grazie alla mediazione dei Veneziani che occupavano Navarino, il principe riuscì a ottenere una tregua.
Del principato che un tempo dominava la Grecia rimanevano solo alcune fortezze, come il castello e la baronia originaria di Chalandritsa. Nel 1429, Tommaso Paleologo della Morea assediò Centurione a Chalandritsa e gli strappò un trattato in base al quale sua figlia, Caterina, avrebbe sposato il despota, diventando così l'erede di Centurione in Acaia. A Centurione fu concesso di mantenere la sua eredità, la baronia di Arcadia (da non confondere con l'omonima regione). Centurione si ritirò in Arcadia nel 1430, dopo la conclusione del matrimonio. Vi morì due anni dopo. I suoi domini passarono al despotato di Morea e in mano ai Bizantini.
Centurione lasciò un figlio illegittimo, Giovanni Asen Zaccaria, che fu al centro di successive rivolte contro l'autorità bizantina.

## Ascendenza
|                          |   |                        | Genitori           |  |  | Nonni |  |  | Bisnonni         |  |  | Trisnonni          |  |
|                          |   |                        |                    |  |  |       |  |  | Martino Zaccaria |  |  | Paleologo Zaccaria |  |
|                          |   |                        |                    |  |  |       |  |  | Martino Zaccaria |  |  | Paleologo Zaccaria |  |
|                          |   | Giacomina Spinola      |                    |  |  |       |  |  | Martino Zaccaria |  |  |                    |  |
| Centurione I Zaccaria    |   |                        |                    |  |  |       |  |  | Martino Zaccaria |  |  |                    |  |
|                          |   | Jacqueline de la Roche | Renaud de la Roche |  |  |       |  |  |                  |  |  |                    |  |
|                          |   | Jacqueline de la Roche | Renaud de la Roche |  |  |       |  |  |                  |  |  |                    |  |
|                          |   | Jacqueline de la Roche | …                  |  |  |       |  |  |                  |  |  |                    |  |
| Andronico Asen' Zaccaria |   | Jacqueline de la Roche |                    |  |  |       |  |  |                  |  |  |                    |  |
|                          |   | …                      | …                  |  |  |       |  |  |                  |  |  |                    |  |
|                          |   | …                      | …                  |  |  |       |  |  |                  |  |  |                    |  |
|                          |   | …                      | …                  |  |  |       |  |  |                  |  |  |                    |  |
| …                        |   | …                      |                    |  |  |       |  |  |                  |  |  |                    |  |
|                          |   | …                      | …                  |  |  |       |  |  |                  |  |  |                    |  |
|                          |   | …                      | …                  |  |  |       |  |  |                  |  |  |                    |  |
|                          |   | …                      | …                  |  |  |       |  |  |                  |  |  |                    |  |
| Centurione II Zaccaria   |   | …                      |                    |  |  |       |  |  |                  |  |  |                    |  |
|                          | … | …                      |                    |  |  |       |  |  |                  |  |  |                    |  |
|                          | … | …                      |                    |  |  |       |  |  |                  |  |  |                    |  |
|                          | … | …                      |                    |  |  |       |  |  |                  |  |  |                    |  |
| …                        | … |                        |                    |  |  |       |  |  |                  |  |  |                    |  |
|                          |   | …                      | …                  |  |  |       |  |  |                  |  |  |                    |  |
|                          |   | …                      | …                  |  |  |       |  |  |                  |  |  |                    |  |
|                          |   | …                      | …                  |  |  |       |  |  |                  |  |  |                    |  |
| …                        |   | …                      |                    |  |  |       |  |  |                  |  |  |                    |  |
|                          |   | …                      | …                  |  |  |       |  |  |                  |  |  |                    |  |
|                          |   | …                      | …                  |  |  |       |  |  |                  |  |  |                    |  |
|                          |   | …                      | …                  |  |  |       |  |  |                  |  |  |                    |  |
| …                        |   | …                      |                    |  |  |       |  |  |                  |  |  |                    |  |
|                          |   | …                      | …                  |  |  |       |  |  |                  |  |  |                    |  |
|                          |   | …                      | …                  |  |  |       |  |  |                  |  |  |                    |  |
|                          |   | …                      | …                  |  |  |       |  |  |                  |  |  |                    |  |
|                          |   | …                      |                    |  |  |       |  |  |                  |  |  |                    |  |